# William Foster
William Foster (Reino Unido, 10 de julio de 1890-17 de septiembre de 1963) fue un nadador británico especializado en pruebas de estilo libre, donde consiguió ser campeón olímpico en 1908 en los 4 x 100 metros.

## Carrera deportiva
En las Olimpiadas de Londres 1908 ganó la medalla de oro en los relevos 4x200 metros libre; cuatro años después, en los Juegos Olímpicos de Estocolmo 1912 ganó la medalla de bronce en los relevos de 4x200 metros estilo libre, con un tiempo de 10:28.2 segundos, tras Australasia (oro con 10:11.6 segundos) y Estados Unidos; sus compañeros de equipo fueron los nadadores: Thomas Battersby, John Hatfield y Henry Taylor.